# Baldwin Cooke
Pour les articles homonymes, voir Cooke.
Baldwin Cooke, né le 10 mars 1888 à New York et décédé le 31 décembre 1953 à Los Angeles, est un acteur du cinéma américain.

## Biographie
Né à New York, Baldwin Cooke est un acteur de théâtre et de cinéma. Il rencontre Stan Laurel sur les planches et noue avec ce dernier des relations personnelles et c'est essentiellement dans les films de Laurel et Hardy qu'on le retrouve. Il va figurer dans plus de 30 comédies aux côtés de ces derniers et c'est dans Drôles de bottes (Be Big!) qu'il a son rôle le plus significatif.
Il tourne aussi souvent dans la série Les Petites Canailles de Robert F. McGowan et, toujours dans les Studios Hal Roach, donne parfois la réplique à Charley Chase. Mais Baldwin Cooke restera au cinéma un acteur de second plan.

## Filmographie
- 1928 : V'là la flotte (Two Tars) de James Parrott (CM) : Motorist
- 1929 : Election Day de Robert A. McGowan (CM) : Gangster
- 1929 : Laurel et Hardy en wagon-lit (Berth Marks) de Lewis R. Foster (CM) : Train Passenger (non crédité)
- 1929 : La flotte est dans le lac (Men O'War) de Lewis R. Foster (CM) : Boater (non crédité)
- 1929 : Joyeux pique-nique (Perfect Day) de James Parrott (CM) : Next-door Neighbor
- 1929 : Derrière les barreaux (The Hoose-Gow) de James Parrott (CM) : Prisoner
- 1930 : Le Joueur de golf (All Teed Up/El jugador de golf) de Edgar Kennedy (CM) : Figuration (non crédité)
- 1930 : Les Deux Cambrioleurs (Night Owls) de James Parrott (CM) : Policeman (non crédité)
- 1930 : Quelle bringue ! (Blotto/Une nuit extravagante/La vida nocturna) (CM) : Waiter (non crédité)
- 1930 : The Big Kick de Warren Doane (CM) : Figuration (non crédité)
- 1930 : En dessous de zéro (Below Zero) de James Parrott (CM) : Man at Window (non crédité)
- 1930 : Tiembla y titubea de James Parrott (CM) : Man at Window (non crédité)
- 1930 : Fast Work de James W. Horne (CM) : Insane Asylum Attendant (non crédité)
- 1930 : Teacher's Pet (en) de Robert F. McGowan (CM) : Caterer
- 1930 : High C's de James W. Horne (CM) : Courier Delivering Message
- 1931 : La señorita de Chicago de James Parrott (CM) :
- 1931 : Drôles de bottes (Be Big!) de James W. Horne (CM) : Cookie (non crédité)
- 1931 : Quand les poules rentrent au bercail (Chickens Come Home) de James W. Horne (CM) : Office Worker (non crédité)
- 1931 : The Pip from Pittsburg de James Parrott (CM) : Newspaper Reader (non crédité)
- 1931 : Rough Seas de James Parrott (CM) : Pvt. Cooke (non crédité)
- 1931 : Bargain Day de Robert A. McGowan (CM) : Sox customer
- 1931 : Let's Do Things de Hal Roach (CM) : Nightclub Patron (non crédité)
- 1931 : The Panic Is On de James Parrott (CM) : Mr. Cooke (non crédité)
- 1931 : Sous les verrous (Pardon Us) de James Parrott : Prisoner (non crédité)
- 1931 : Call a Cop! de George Stevens (CM) : Detective (non crédité)
- 1931 : Laurel et Hardy campeurs (One Good Turn) de James W. Horne (CM) : Figuration (non crédité)
- 1931 : What a Bozo! de James Parrott (CM) : Waiter (non crédité)
- 1931 : Dogs Is Dogs (en) de Robert F. McGowan (CM) : Driver (non crédité)
- 1931 : Les Deux Légionnaires (Beau Hunks) de James W. Horne (CM) : New Recruit (non crédité)
- 1932 : Stan boxeur (Any Old Port!) de James W. Horne (CM) : Spectator (non crédité)
- 1932 : Choo-Choo! (en) de Robert F. McGowan (CM) : Extra on train
- 1932 : Prenez garde au lion (The Chimp) de James Parrott (CM) : Figuration (non crédité)
- 1932 : The Pooch (en) de Robert F. McGowan (CM) : Diner Attendant (non crédité)
- 1932 : Maison de tout repos (County Hospital) de James Parrott (CM) : Orderly (non crédité)
- 1932 : Young Ironsides de James Parrott (CM) : Dining Car Steward (non crédité)
- 1932 : Les Deux Vagabonds (Scram!) de Ray McCarey (CM) : Court Recorder (non crédité)
- 1932 : Les Sans-soucis (Pack Up Your Troubles) de George Marshall et Ray McCarey : Doughboy (non crédité)
- 1932 : Mr. Bride de James Parrott (CM) : Hotel Desk Clerk (non crédité)
- 1933 : Fish Hooky de Robert F. McGowan (CM) : Amusement park barker
- 1933 : Les Joies du mariage (Twice Two) de James Parrott (CM) : Soda Jerk (non crédité)
- 1933 : Arabian Tights de Hal Roach (CM) : French Waiter (non crédité)
- 1933 : Luncheon at Twelve de Charley Chase (CM) : Baldy, a Neighbor (non crédité)
- 1933 : Les Compagnons de la nouba (Sons of the desert) de William A. Seiter : Man Introducing Steamship Official/Extra at Sons Convention (non crédité)
- 1934 : Soup and Fish de Gus Meins (CM) : Fourth Butler, with Soup (non crédité)
- 1934 : Apples to You! de Leigh Jason (CM) : Opera Patron next to Dowager (non crédité)
- 1934 : Hollywood Party : Doorman (non crédité)
- 1934 : Another Wild Idea de Charley Chase et Eddie Dunn (en) (CM) : Radio Man (non crédité)
- 1934 : Les Jambes au cou (Going Bye-Bye!) de Charley Rogers (CM) : Court Official (non crédité)
- 1934 : It Happened One Day de Eddie Dunn (en) (CM) : Baldy - Office Clerk (non crédité)
- 1934 : Three Chumps Ahead de Gus Meins (CM) : Cafe Patron (non crédité)
- 1934 : Les Joyeux Compères (Them Thar Hills) de Charley Rogers (CM) : Officer (non crédité)
- 1934 : Death on the Diamond de Edward Sedgwick : Cardinal Player (non crédité)
- 1934 : Le Bateau hanté (The Live Ghost) de Charley Rogers (CM) : Sailor (non crédité)
- 1934 : Un jour une bergère (Babes in Toyland) de Gus Meins et Charley Rogers : Policeman (non crédité)
- 1935 : Laurel et Hardy électriciens (Tit for Tat) de Charley Rogers (CM) : Customer (non crédité)
- 1935 : Okay Toots! de Charley Chase et William H. Terhune (CM) : Hotel Clerk (comme Baldy Cooke)
- 1935 : Poker at Eight de Charley Chase (CM) : Poker Player (non crédité)
- 1935 : Qui dit mieux ? (Thicker Than Water) de James W. Horne (CM) : Hospital Visitor (non crédité)
- 1935 : Manhattan Monkey Business de Harold Law (CM) : Diner in French Restaurant (non crédité)
- 1936 : La Bohémienne (The Bohemian Girl) de James W. Horne et Charley Rogers : Soldier (non crédité)
- 1936 : Neighborhood House de Charley Chase et Harold Law (CM) : Irate Movie Patron (non crédité)
- 1936 : The Longest Night de Errol Taggart : Policeman (non crédité)
- 1936 : C'est donc ton frère (Our Relations) de Harry Lachman : Bartender/Extra in Denker's Beer Garden (non crédité)
- 1936 : Let's Make a Million de Ray McCarey : Farley
- 1936 : After the Thin Man de W. S. Van Dyke : Photographer (non crédité)
- 1937 : S.O.S. Coast Guard (en) de Alan James et William Witney : Seaman (non crédité)
- 1938 : Les montagnards sont là (Swiss Miss) de John G. Blystone : Alpen Hotel Atmosphere Man (non crédité)
- 1938 : The Chaser de Edwin L. Marin : Second Bus Driver (non crédité)
- 1939 : Auto Antics de Edward L. Cahn (CM) : Luke
- 1939 : The Night of Nights de Lewis Milestone : Waiter (non crédité)
- 1939 : Des souris et des hommes (Of Mice and Men) de Lewis Milestone : Ranch Hand (non crédité)
- 1940 : I Take This Woman de W. S. Van Dyke : Steward (scenes deleted)
- 1942 : Nazi Agent de Jules Dassin : Waiter (non crédité)
- 1942 : Croisière mouvementée (Ship Ahoy) de Edward Buzzell : Steward (non crédité)